# Claudio Asta
Claudio Asta (Castiglion Fiorentino, 16 febbraio 1948) è un politico italiano.

## Biografia
Di professione avvocato e residente a Follonica, è stato eletto consigliere del comune maremmano il 22 novembre 1970, all'età di ventidue anni, nelle file del Partito Socialista Italiano, ricoprendo le cariche di assessore e vicesindaco. È stato eletto consigliere anche alle elezioni del 1975 e del 1980.
Il 12 agosto 1980 è stato eletto presidente della Provincia di Grosseto, a guida di una maggioranza composta da comunisti e socialisti. Ha rassegnato le dimissioni nel gennaio 1983 e gli è subentrato Fosco Monaci. Nel maggio 1985 è stato eletto consigliere provinciale e ha ricoperto la carica di assessore all'agricoltura.
In seguito allo scioglimento del Partito Socialista Italiano, Asta è stato tra i principali esponenti dei Democratici di Sinistra della provincia di Grosseto.